# Мухаммад Ахмад Хусейн

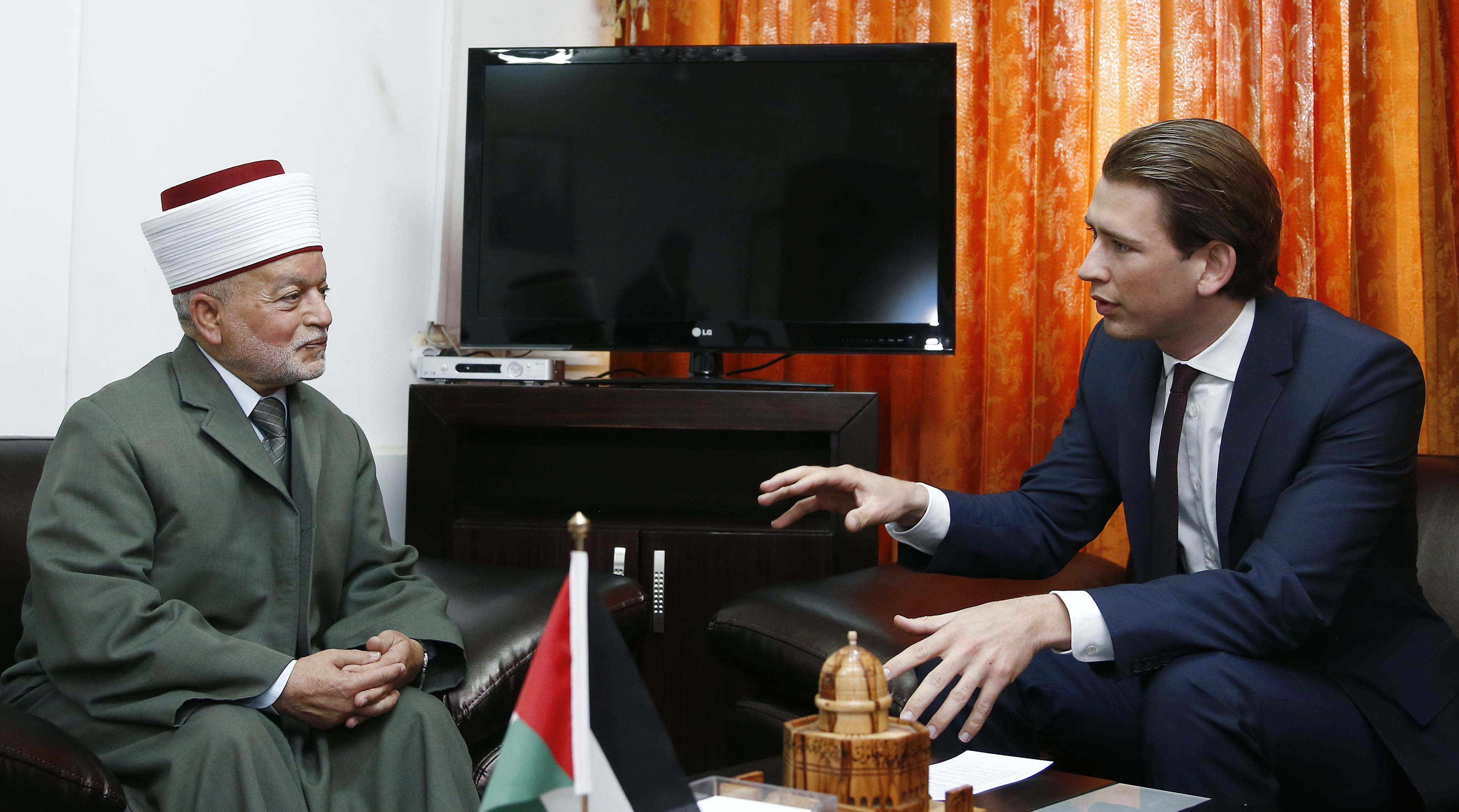
Хусейн під час зустрічі з міністром закордонних справ Австрії Себастьяном Курцем у квітні 2014 року

Мухаммад Ахмад Хусейн (араб. محمد أحمد حسين) — чинний муфтій Єрусалиму. У липні 2006 року був призначений на посаду президентом Палестинської національної адміністрації Махмудом Аббасом. Призначення Хусейна відбулося після звільнення попереднього муфтія, Екріми Саїда Сабрі, що було пов’язане зі зростанням його популярності, суперечливими політичними заявами та підтримкою ним насильства в ізраїльсько-палестинському конфлікті.

## Суперечливі аспекти діяльності
Призначення Хусейна супроводжувалося очікуваннями щодо пом’якшення напруженості між різними громадами, але його діяльність часто опиняється в центрі політичних дискусій.

### Ізраїльсько-палестинський конфлікт
У жовтні 2006 року, через три місяці після свого призначення муфтієм Єрусалиму, Хусейн висловив свою думку щодо терактів палестинських смертників проти ізраїльтян, заявивши: «Звичайно, робити це - законно, якщо воно відіграє певну роль в опорі».   
У січні 2012 року Мухаммад Ахмад Хусейн виступив перед натовпом під час заходу, присвяченого ювілею заснування палестинської націоналістичної політичної партії ФАТХ. Під час промови він процитував хадис, у якому йшлося: «Година не настане, доки ви не будете боротися з євреями. Євреї сховаються за камінням чи деревами, і тоді каміння й дерева будуть кликати: О мусульманин, слуга Аллаха, за мною є єврей, приходь і вбий його».
Того ж дня коментарі Хусейна транслювалися на палестинському телебаченні, а 15 січня вони були широко розповсюджені ізраїльською організацією Palestinian Media Watch . Прем'єр-міністр Ізраїлю Біньямін Нетаньяху засудив слова Хусейна як "морально огидні" та порівняв його поведінку з колишнім  муфтієм Єрусалиму Аміном аль-Хусейні, який був у союзі з Адольфом Гітлером. Генеральний прокурор Ізраїлю Єгуда Вайнштейн доручив місцевій поліції розпочати кримінальне розслідування за заявами Хусейна про підбурювання.
8 травня 2013 року Хусейн був затриманий ізраїльською владою за ймовірну причетність до заворушень на Храмовій горі.
В інтерв’ю каналу 2 ізраїльського телебачення 25 жовтня 2015 року Хусейн заперечив існування будь-яких єврейських місць поклоніння на Храмовій горі. Крім того, він стверджував, що на Храмовій горі була мечеть «3000 років тому і 30 000 років тому» і була такою «від створення світу». Стосовно віку мечеті Аль-Акса Хусейн стверджував, що «це мечеть Аль-Акса, яку побудував Адам, мир йому, або за його часів ангели побудували її». 

### Висловлювання про жінок
Хусейн висловив думку, що жінок під час подорожі повинен супроводжувати родич чоловічої статі, що викликало негативну реакцію з боку різних ЗМІ.  Він також стверджував у релігійних програмах, що жінка не може відмовитися від сексуальних домагань свого чоловіка, заявивши: «Це його право... Ця жінка не може і не має права відмовляти йому в цьому праві, особливо протягом дозволеного часу, яким є нічний час». 

### Підтримка окупації Криму
У 2019 році Хусейн потрапив у міжнародні новини через порушення кордону України під час відвідування окупованого Криму. Цей візит викликав засудження з боку української влади, оскільки був розцінений як підтримка російської окупації.